# 深水環宇海龍
深水環宇海龍（学名：Cosmocampus profundus），为輻鰭魚綱棘背魚目海龍魚科的其中一種，分布於西大西洋區的加勒比海西部海域，棲息深度180-270公尺，體長可達20公分，棲息在礫石底質的水底，卵胎生。